# Fédération hongroise de football
La Fédération hongroise de football (Magyar Labdarúgó Szövetség (hu) MLSZ) est une association regroupant les clubs de football de Hongrie et organisant les compétitions nationales et les matchs internationaux de la sélection de Hongrie.
La fédération nationale de Hongrie est fondée en 1901. Elle est affiliée à la FIFA depuis 1907 et est membre de l'UEFA depuis sa création en 1954.